# Выгодский, Николай Яковлевич
Николай Яковлевич Выгодский (21 марта 1900 (3 апреля 1900), Санкт-Петербург — 26 ноября 1939, Владимир) — советский композитор, музыкальный педагог, музыковед
, пианист, органист.
Брат историка математики Марка Яковлевича Выгодского (1898-1965). Племянник А.Д. Мейчик, знаменитой оперной певицы. 

## Биография
В 1920 году окончил Тбилисскую консерваторию по классу фортепиано И. С. Айзберга, в 1924 году — исполнительский факультет по классу органа А. Ф. Гедике, позже учился на музыкально-научно-исследовательском отделеним (МУНАИС) Московской консерватории.
Член РАПМа. С 1924 года — преподаватель, с 1932 года — доцент Московской консерватории. преподавал фортепиано студентам нефортепианных факультетов Московской консерватории.
Работал заведующим редакцией учебно-педагогической литературы издательства Музгиз.
Был экстраординарным органистом и пианистом-виртуозом.
В 1935 г. он был арестован по ложному обвинению, приговорен Особым Совещанием при НКВД СССР к заключению за контрреволюционную деятельность в исправтрудлагерь сроком на пять лет.  После этого отправлен в Белбалтлаг, где находился до 1939 год. Умер от туберкулеза во Владимирской тюрьме во время пересылки.
Реабилитирован в 1956 году.

## Творчество
Н. Выгодский — автор ряда музыкальных произведений, транскрипций органных пьес для фортепиано, переложений для органа оркестровых сочинений советский композиторов В. А. Белого, Б. С. Шехтера и других, статей по вопросам музыки.

## Избранные публикации
- Методическая хрестоматия по курсу общего фортепиано : в 4-х разделах — Москва : Гос. муз. изд-во, 1935

## Семья
Отец — Яков Ильич Выгодский, инженер-технолог и предприниматель, до революции принадлежал к сословию почетных граждан. 
Мать — Любовь Давыдовна, учительница музыки. Её сестра — Анна (при рождении Александра) Мейчик, знаменитая оперная певица. 
Дедушка — Давид Маркович Мейчик, присяжный поверенный и историк. 
Брат — известный математик, один из основателей советской историко-математической школы Марк Яковлевич Выгодский. 
Супруга — Мария Владимировна Уманская, после ареста мужа провела 20 лет в ссылке.
Правнук — Гуров Олег Николаевич, кандидат философских наук, философ, культуролог, научный сотрудник Центра искусственного МГИМО, доцент экономического факультета МГУ им. М.В. Ломоносова, доцент ГАУГН. Реконструировал биографию Н.Я. Выгодского, представив научную публикацию и публичную лекцию в Музее ГУЛАГА, а также выступив в качестве спикера на научной конференции, проведенной Соловецким музеем-заповедником.